# Опдал
О̀пдал (на норвежки: Oppdal) е град и едноименна община в северната част на южна Норвегия. Разположен е в долина близо до левия бряг на река Дрива във фюлке Сьор-Трьонелаг на около 300 km на север от столицата Осло. Двата основни отрасли на икономиката на общината и града са селското стопанство и зимният туризмът. Получава статут на община на 1 януари 1838 г. Има жп гара. Население 6603 жители според данни от преброяването към 1 януари 2009 г.

## Личности
Родени
- Инге Крукан (1893 – 1962), норвежки писател